# Sanatorija Alkino

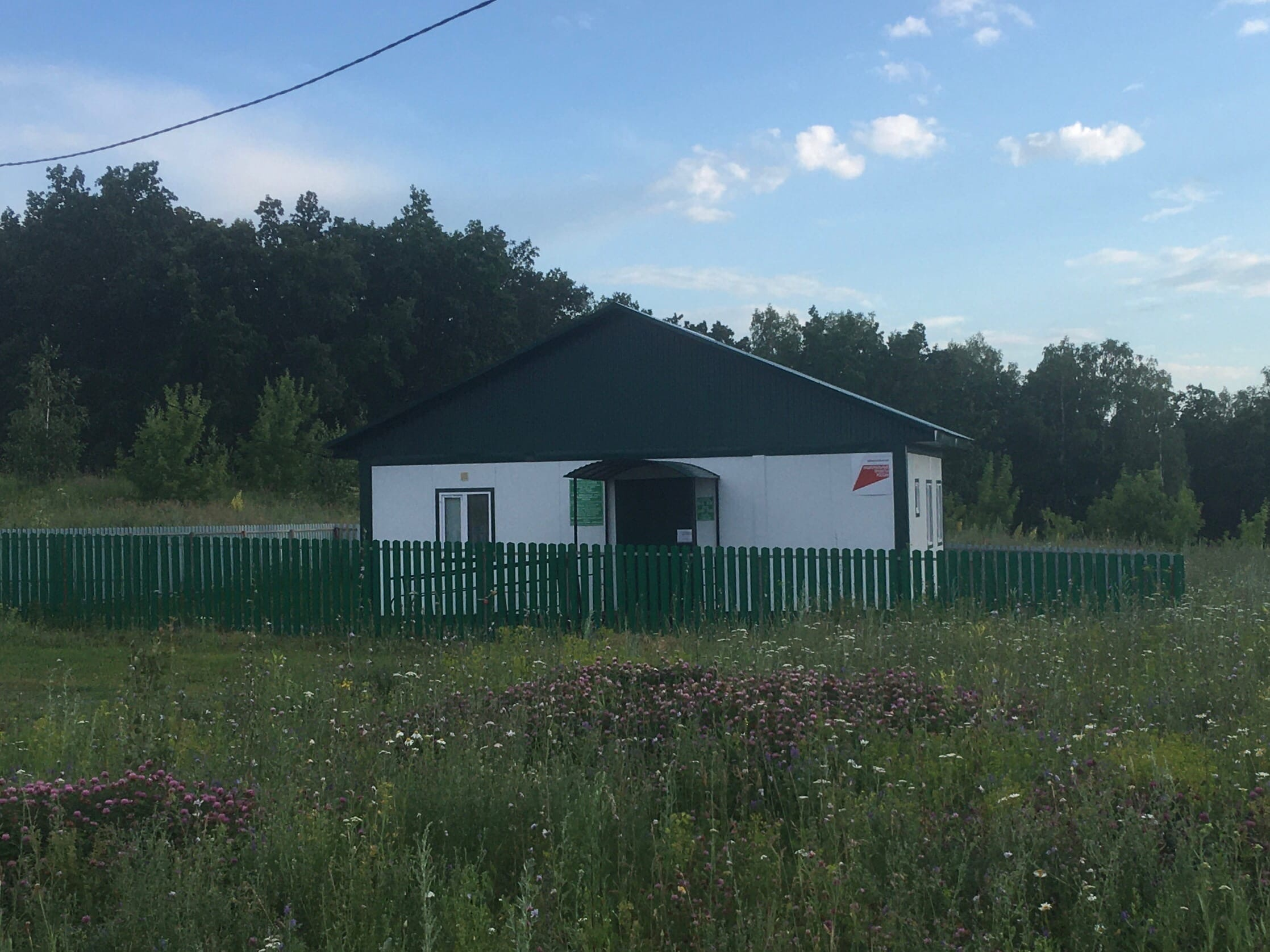
Ein Haus in Sanatorija Alkino

Sanatorija Alkino (deutsch Sanatorium Alkino, baschkirisch Село санатория «Алкино», russisch "Әлкә" шифаханаһы ауылы) ist ein Dorf (selo) in Baschkortostan (Russland) mit 432 Einwohnern (Stand 2010). Es liegt im Alkinski selsowet.

## Geographie
Der Ort liegt im Tschischminski rajon, 23 Kilometer bzw. 17 Straßenkilometer vom Verwaltungssitz des Rajons, Tschischmy, entfernt. Das Verwaltungszentrum des Selsowets, Usytamak, liegt in 2 Kilometern Abstand von Sanatorija Alkino. Nowomichailowka ist die nächstgelegene Ortschaft.

## Bevölkerung
Im Jahr 2010 lebten 432 Menschen im Dorf.
| Jahr | Einwohner |
| ---- | --------- |
| 2002 | 422       |
| 2009 | 475       |
| 2010 | 432       |